# 129-я стрелковая дивизия (1-го формирования)
129-я стрелковая дивизия 1-го формирования (129 сд) — воинское соединение Вооружённых сил СССР, принимавшее участие в Великой Отечественной войне.
Период вхождения в состав Действующей армии: со 2 июля по 23 ноября 1941 года.

## История
Дивизия была сформирована в 1940 году в Сталинграде. В июле 1941 года была переброшена на запад, к 11 июля прибыла в район Лиозно и вошла в состав 19-й армии Западного фронта.

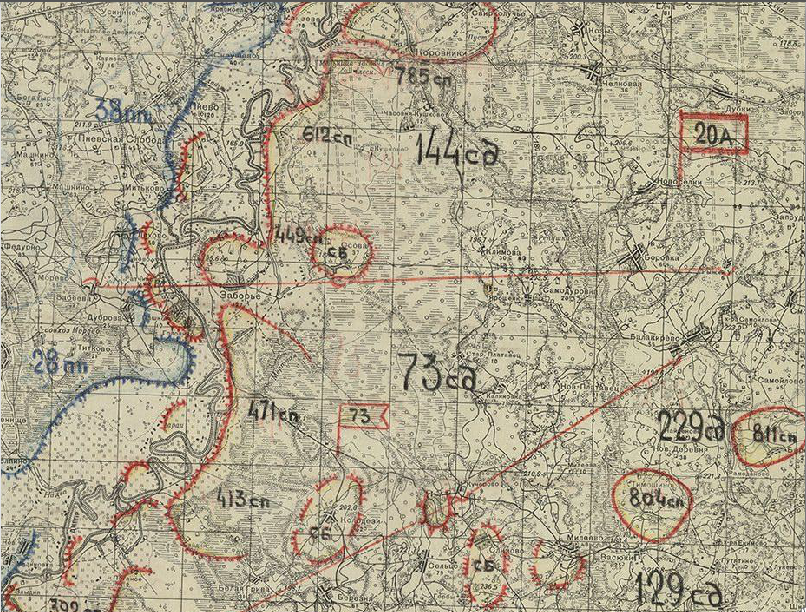
Положение 129 сд на 15-25 сентября 1941 г.

Уже 14 июля в связи с немецким наступлением со стороны Витебска на Смоленск дивизия оказалась в полуокружении восточнее Витебска, из которого удалось вырваться только части дивизии во главе с комдивом генерал-майором А. М. Городнянским.
Когда 16 июля 129-я дивизия включилась в сражение за Смоленск, в её составе были 457-й сп, 518-й сп, 664-й ап и 721-й ап, а так же другие вспомогательные батальоны (196 мсб, 37 оипд и т.д.)  самой 129-й дивизии, а так же батальоны 343-го сп 38-й стрелковой дивизии, 720-го сп 162-й стрелковой дивизии и 446-го ап 186-й стрелковой дивизии. Позднее ей был подчинён 29-й сп 38-й стрелковой дивизии, а так же части 46-й и 152-й стрелковых дивизий и 126-го корпусного артиллерийского полка. Именно этот отряд Городнянского (за исключением 518-го сп) и именовался затем в штабных документах 129-й стрелковой дивизией. 518-й сп 129-й дивизии сражался в составе 46-й стрелковой дивизии в районе Демидова севернее Смоленска.
Подошедшая к Смоленску 16 июля 129-я дивизия получила задачу занять оборону по реке Днепр. До 20 июля на ней лежала основная тяжесть оборонительных боев на этом направлении. Согласно воспоминаниям А. И. Ерёменко, она при крайнем недостатке артиллерии, миномётов и пулемётов, при слабой обеспеченности боеприпасами неоднократно врывалась на позиции немцев на северной окраине Смоленска, но закрепить захваченную территорию ей было нечем. Контратаки противника каждый раз вынуждали дивизию отходить на исходные позиции.
В ночь с 22 на 23 июля противнику удалось переправиться на левый берег Днепра в районе кладбища в стыке 129-й и 152-й стрелковых дивизий, после чего разгорелись ожесточённые уличные бои.
28 июля обстановка на фронте 20-й армии резко осложнилась. Немцам удалось прорвать её оборону. В результате этого 152 сд и часть 129 сд оказались под угрозой окружения. 16-й армии пришлось окончательно оставить Смоленск и отходить, что было сделано в ночь с 28 на 29 июля.
После выхода из Смоленского «котла» части 129-й и 46-й стрелковых дивизий были слиты в одну 129-ю дивизию, а 46-я дивизия была расформирована.
В ночь с 7 на 8 августа дивизия выдвинулась в район Боброво. По состоянию на 29 августа оборонялась северо-восточнее Клемятино и далее по реке Устром до устья реки Трубельня.
7 октября немцы прорвались к Вязьме и окружили войска 19-й, 20-й, 24-й, 32-й армий, тем самым образовав «Вяземский котёл». Части из них удалось прорвать фронт окружения и выйти к своим. 9 ноября 457-й полк 129 сд был передан в состав 222-й стрелковой дивизии, а 13 августа 438-й полк вошёл в состав 144-й стрелковой дивизии.
В ноябре 1941 года части 129 сд вели бои в районе Звенигорода сдерживая наступление 87-й пехотной дивизии. В конце этого же месяца дивизия была расформирована.

## Состав
- 438-й стрелковый полк (до 13.11.1941) — майор А. И. Нестеров (попал в плен)
- 457-й стрелковый полк (до 9.11.1941) — майор А. П. Шляйфер (пропал без вести)
- 518-й стрелковый полк — подполковник А. А. Серболин (погиб 27 июля 1941 года в районе Смоленска); начштаба майор Г. А. Пшеничный (попал в плен 19 июля 1941 года)
- 664-й артиллерийский полк
- 721-й артиллерийский полк
- 37-й отдельный истребительно-противотанковый дивизион
- 210-й отдельный зенитный артиллерийский дивизион
- 192-я разведывательная рота (192-й разведывательный батальон)
- 40-й сапёрный батальон
- 276-й отдельный батальон связи
- 196-й медико-санитарный батальон
- 52-я отдельная рота химзащиты
- 212-й автотранспортный батальон
- 152-й полевой автохлебозавод
- 829-я полевая почтовая станция
- 38-я полевая касса Госбанка

## Подчинение
| На дату    | Фронт            | Армия      | Корпус                 |
| ---------- | ---------------- | ---------- | ---------------------- |
| 22.06.1941 | Резерв Ставки ГК | 19-я армия | 34-й стрелковый корпус |
| 01.07.1941 | Резерв Ставки ГК | 19-я армия | 34-й стрелковый корпус |
| 10.07.1941 | Западный фронт   | 19-я армия | 34-й стрелковый корпус |
| 01.08.1941 | Западный фронт   | 16-я армия | 32-й стрелковый корпус |
| 01.09.1941 | Западный фронт   | 20-я армия | -                      |
| 01.10.1941 | Западный фронт   | 20-я армия | -                      |
| 01.11.1941 | Западный фронт   | -          | -                      |

## Командиры
| ФИО                                            | Звание        | Период                            |
| ---------------------------------------------- | ------------- | --------------------------------- |
| Фоканов, Яков Степанович (1899—1985)           | Комбриг       | август 1939 — январь 1940         |
| ??                                             | ??            | ??                                |
| Хоруженко, Никифор Гордеевич (1896—1966)       | Генерал-майор | июль — октябрь 1940               |
| Городнянский, Авксентий Михайлович (1896—1942) | Генерал-майор | 25 октября 1940 — 25 августа 1941 |
| Яблоков, Фёдор Дмитриевич (1902—1943)          | Майор         | 17 сентября — 24 октября 1941     |
| Гладков, Александр Васильевич (1902—1969)      | Полковник     | 25 октября — 23 ноября 1941       |

## Начштаба
- полковник А. И. Сурченко (ранен 17 июля 1941 года)